# Vilhelm Tillge
Frederik Wilhelm Tillge (skrev sig selv Vilhelm Tillge) (8. april 1843 – 9. april 1896) var en dansk fotograf, der havde butik på Købmagergade 38 i København. Tillges produktion rummer bl.a. en række fotografier af samtidens kunstnere, portrætteret i deres atelierer.
Han var primært portrætfotograf, men et kendt foto fra Tillges hånd viser Købmagergade ca. 1863 og et andet af hans billeder er det ældste kendte foto af Raadvad fra ca. 1866. Han lavede også reproduktioner fra malerier som "Photographiekort" og solgt for 1 Mark stykket. Han var desuden i en årrække fast fotograf for Charlottenborg Forårsudstilling, bl.a. i årene 1878-1884, hvor han var beskæftiget med at fotografere de udstillede værker.
Tillge overtog negativerne fra fotografen Johan Frederik Busch (1825-1883). Fra Tillge gik de videre til Christian Neuhaus (1833-1907) og fra denne igen videre til dennes elev, Oluf W. Jørgensen (1853-1922).

## Udgivelser
- 12 Fotografier fra Kunstudstillingen, København: C.G. Iversens Boghandel 1884.